# Simone Berthier
Pour les articles homonymes, voir Berthier.
Simone Berthier (Simone, Julienne Berthier), est une actrice française, née à Dole, dans le Jura, le 9 novembre 1921 et morte le 14 décembre 2018 à Paris-18ème arrondissement. Elle est la veuve du scénariste et romancier Raymond Caillava.

## Filmographie
- 1952 : Des quintuplés au pensionnat de René Jayet
- 1953 : Les hommes ne pensent qu'à ça de Yves Robert - Une collègue de Nicole à la crémerie
- 1954 : Les Clandestines de Raoul André - Monique
- 1954 : Les Impures de Pierre Chevalier
- 1954 : Marchandes d'illusions de Raoul André
- 1954 : Les pépées font la loi de Raoul André - Hortense
- 1955 : Cherchez la femme de Raoul André
- 1955 : Gas-oil de Gilles Grangier - Lucienne, la serveuse
- 1955 : Les indiscrètes de Raoul André - Juliette
- 1955 : Les Pépées au service secret de Raoul André - Hortense
- 1955 : Une fille épatante de Raoul André - La fleuriste
- 1956 : Bonjour Toubib de Louis Cuny
- 1956 : Les Collégiennes de André Hunebelle
- 1956 : Comme un cheveu sur la soupe de Maurice Regamey - La concierge
- 1956 : Le Long des trottoirs de Léonide Moguy - maria
- 1956 : Mannequins de Paris de André Hunebelle
- 1956 : Miss catastrophe de Dimitri Kirsanov
- 1956 : La Polka des menottes de Raoul André - La bonne
- 1957 : Premier mai / Le père et l'enfant de Luis Saslavsky - La bru de Bousquet
- 1958 : Secret professionnel / Les fruits de l'été de Raoul André
- 1960 : Terrain vague de Marcel Carné
- 1960 : La vérité de Henri-Georges Clouzot - Une locataire
- 1961 : Auguste de Pierre Chevalier - La servante d'Auguste
- 1962 : Règlements de comptes de Pierre Chevalier
- 1968 : Nathalie, l'amour s'éveille de Pierre Chevalier
- 1970 : Alyse et Chloé de René Gainville - La mère d'Alyse
- 1972 : Avortement clandestin de Pierre Chevalier - La mère de Jacques